# Canton de Capesterre-Belle-Eau-2
Le canton de Capesterre-Belle-Eau-2 est une ancienne division administrative française, située dans le département de la Guadeloupe et la région Guadeloupe.

## Composition
Le canton de Capesterre-Belle-Eau-2 comprenait une fraction de commune :
- Capesterre-Belle-Eau, fraction de commune

## Administration
| Période         | Période | Identité            | Étiquette  | Qualité |
| --------------- | ------- | ------------------- | ---------- | --- |
| 1985            | 1992    | André Delannay      | DVG PS     | |
| 1992            | 2002    | Joël Beaugendre     | RPR        | Médecin Maire de Capesterre-Belle-Eau depuis 1995 Député (2002-2007) Elu en 2011 dans le Canton de Capesterre-Belle-Eau-1 |
| 24 février 2002 | 2015    | Eddy Claude-Maurice | OG-RPR UMP | Adjoint au maire de Capesterre-Belle-Eau                                                                                  |